# Marcel Dionne
Marcel Elphege "Pequeño Castor" Dionne (nacido el 3 de agosto de 1951) es un centro profesional canadiense de hockey sobre hielo jubilado. Jugó 18 temporadas en la Liga Nacional de Hockey para los Red Wings de Detroit, Los Angeles Kings y New York Rangers. Dionne entró en el Salón de la Fama del Hockey en 1992.